# آنروزی
آنروزی (به فرانسوی: Anrosey) یک کمون در فرانسه است که در canton of Laferté-sur-Amance واقع شده‌است. آنروزی ۱۱٫۰۴ کیلومتر مربع مساحت دارد ۲۳۶ متر بالاتر از سطح دریا واقع شده‌است.